# Ñuñoa, Chile
Ñuñoa este un oraș și comună din provincia Santiago, regiunea Metropolitană Santiago, Chile, cu o populație de 163.511 locuitori (2012) și o suprafață de 16,9 km2.